# ناثانيل ب بوردن
ناثانيل ب بوردن (بالإنجليزية: Nathaniel B. Borden)‏ (و. 1801 – 1865 م) هو سياسي، ومصرفي من الولايات المتحدة الأمريكية ولد في فول ريفر.